# Jens O. Herrle
Jens Herrle (* 1968) ist ein deutscher Mikropaläontologe. Er ist Professor am Institut für Geowissenschaften an der Frankfurter Goethe-Universität und Sprecher des Arbeitskreises Geologie und Geophysik der Deutschen Gesellschaft für Polarforschung.

## Leben
Herrle studierte an der Ruhr-Universität Bochum Geologie und schloss das Studium 1998 mit dem Diplom ab. Anschließend wurde er wissenschaftlicher Mitarbeiter und Assistent am Paläontologischen Institut der Universität Tübingen; 2002 erfolgte dort die Promotion mit summa cum laude zum Dr. rer. nat. Er erhielt eine Auszeichnung für die beste Dissertation an der Geologischen Fakultät.
Von 2002 bis 2005 war er als Postdoc an der ETH Zürich und der University of Southampton
Von 2005 bis 2006 war er Lecturer am Department of Earth and Ocean Sciences der University of Liverpool und von 2006 bis 2009 Assistant Professor am Department of Earth and Atmospheric Sciences der University of Alberta in Edmonton.
2009 wurde er auf einen Lehrstuhl am Institut für Geowissenschaften der Goethe-Universität Frankfurt berufen. 2014 nahm er mit Claudia Schröder-Adams an einer Expedition zu den Inseln Axel Heiberg und Ellesmere in Nunavut teil. 2015/2016 war Herrle Joubin James Gastprofessor am Institut für Earth Science der University of Toronto.
Seit 2018 ist er mit Cornelia Spiegel von der Universität Bremen Sprecher des Arbeitskreises Geologie und Geophysik der Deutschen Gesellschaft für Polarforschung.
In 2018 veröffentlichte Herrle, Jörg Bollmann, Christina Gebühr, Hartmut Schulz, Rosie M. Steward, Annika Giesenberg einen Forschungsbericht, wie der Meeresspiegel am Mittelmeer um mehr als 1,4 Meter gestiegen ist. Von 11'000 BC bis 5000 BC sank der Salzgehalt vor allem in der nördlichen Ägäs, was darauf hindeutet, dass Frischwasser aus dem Schwarzen Meer gekommen ist. Herausstechend sind dabei vor allem 8400 BC, als der Agassizsee in die Hudson Bay abfloss, und 7600 BC, in der Zeit als der Laurentidische Eisschild abschmolz.

## Veröffentlichungen
- Liste der Veröffentlichungen von Herrle auf der Website der Goethe-Universität
- GoogleScholar-Profil